# El Paisnal
El Paisnal es un distrito del municipio de San Salvador Norte ubicado al norte del departamento de San Salvador en El Salvador.

## Localización
Limita al norte con Nueva Concepción (Chalatenango), al este con Suchitoto (Cuscatlán) y Aguilares, al sur con Aguilares y Quezaltepeque (La Libertad) y al oeste  con San Pablo Tacachico. 
Se encuentra ubicado a 40 km al norte de la ciudad de San Salvador. El distrito tiene 125,49 km² y una población de 15 469 habitantes, según el censo salvadoreño de 2024.
| Censo | Población | Cambio | Porcentaje |
| ----- | --------- | ------ | ---------- |
| 2007  | 14 551    | N/D    | N/D        |
| 2024  | 15 469    | 918    | 6.3%       |

## Toponimia
Su nombre proviene del dios Painal, que significa en náhuatl: Corredor Ágil.

## Historia
En el 1 de abril de 1868, el presidente Francisco Dueñas, tomando en consideración la solicitud de los habitantes de la aldea del Paisnal contraída a que se eriga en pueblo y que los documentos acompañados a esa solicitud probó que tenía la base de población y demás condiciones requeridas por la ley de 6 de febrero de 1862 para ser elevadas al rango de pueblo, emitió el decreto ejecutivo que decreta: que se erige en pueblo el valle de El Paisnal, que procederán sus habitantes a elegir un alcalde, 2 regidores, un síndico, un juez de paz propietario y otro suplente y que la jurisdicción del Pueblo del Paisnal se limitará al área que comprenden sus ejidos. El decreto se publicó en el número 28 del tomo 3 del periódico El Constitucional en el 2 de abril de 1868
El alcalde electo para el año de 1872 era don Manuel Aguilar.
El alcalde electo para el año de 1873 era don Laureano Escovar.
En el 20 de abril de 1893, durante la administración del presidente Carlos Ezeta, la Secretaría de Instrucción Pública y Beneficencia, a propuesta del director general de Educación Pública, acordó el establecimiento de escuelas mixtas en los valles de San Diego y El Rancho, cuyas dotaciones eran 15 pesos mensuales cada una.

### Título de Villa
Por decreto legislativo número 263 emitido el 1 de febrero de 1973 y ratificado por el presidente Arturo Armando Molina en el 5 de febrero, a iniciativa del representante Francisco Javier Castro, se le confirió el título de Villa al Pueblo de El Paisnal por haber "alcanzado un alto grado de progreso en lo material, cultural, comercial y agrícola, teniendo además cien años de ostentar la categoría actual."

## Administración
Se divide en 12 cantones con sus respectivas comunidades,  lotificaciones  y  colonias las  cuales son: El Jicarón, El Matazano, El Tronador, La Cabaña, Las Delicias, Las Ventanas, San Francisco Dos Cerros, Natividad, Potrero Grande, San Antonio Grande, San Rafael y San Diego. 
La cabecera del municipio es la villa de El Paisnal. 

## Geografía
Sus ríos principales son río Lempa, río Sucio y río Matizate, y sus cerros Las Ventanas, cerro cinotepeq y Nacimiento de Amayo. 

## Agricultura
Los productos agrícolas de mayor cultivo son: caña de azúcar, algodón, maíz, frijoles, sandía y yuca. Hay crianzas de ganado vacuno y porcino; lo mismo que aves de corral.